# Hervey Cleckley
Hervey Milton Cleckley (1903-1984) was een Amerikaanse psychiater uit Augusta in de staat Georgia.
Het grootste deel van zijn carrière bracht Cleckley door aan het Medical College of Georgia (van 1937 tot 1984). Hier besteedde hij veel aandacht aan het fenomeen psychopathie en schreef hierover in 1941 een invloedrijk geworden boek: The Mask of Sanity: An Attempt to Clarify Some Issues About the So-Called Psychopathic Personality. Hierin beschreef Cleckley een aantal eigenschappen van de psychopathische persoonlijkheid, die later door Robert Hare werden gebruikt bij het ontwikkelen van de in de psychiatrie veelgebruikte Pschychopathy Checklist.
Cleckley publiceerde ook enige wetenschappelijke werken samen met zijn collega Corbett Thigpen, onder andere over meervoudige persoonlijkheidstoornis. Over een patiënt die ze hadden behandeld schreven zij de roman The Three Faces of Eve (1956), die in 1957 onder dezelfde titel werd verfilmd, met in de hoofdrollen Joanne Woodward, David Wayne en Lee J. Cobb.

## Voetnoten
1. ↑  CH Thigpen, H Cleckley, A case of multiple personality, Journal for Abnormal Psychology, 1954

- Bibsys: 90792901
- CiNii: DA01382106
- Gemeinsame Normdatei: 158356551
- International Standard Name Identifier: 0000 0000 8157 6319
- Library of Congress Control Number: n82024631
- Bibliotheek van het Japanse parlement: 00436153
- Nationale Bibliotheek van Tsjechië: xx0153325
- Nationale bibliotheek van Australië: 36049540
- Nationale Bibliotheek van Israël: 987007275058205171
- Nationale en Universitaire bibliotheek Zagreb: 000099747
- Nederlandse Thesaurus van Auteursnamen: 070630070
- Réseau des bibliothèques de Suisse occidentale: 02-A003110734
- LIBRIS: 355216
- SNAC: w6dz3fjw
- Système universitaire de documentation: 232750750
- Trove: 1202067
- Virtual International Authority File: 76838504
- WorldCat: E39PBJv4htKhDJ497CjHVHGCQq